# Morbier (formatge)
El morbier és un formatge de pasta premsada no cuita francès amb AOC, provinent regió de Borgonya - Franc Comtat. Es reconeix fàcilment per la capa negra de cendres que separen la pasta horitzontalment pel mig. Va obtenir el seu reconeixement com DOP per mitjà del Reglament (la CE) n.º 1241/2002 de la Comissió de 10 de juliol.

## Zona geogràfica
La producció de llet, la fabricació i la maduració dels formatges es realitzen en una zona geogràfica que inclou tots els municipis dels departaments de Doubs i de Jura (excepte els del cantó de Chemin), així com els 16 municipis del departament d'Ain i els 13 municipis del departament de Saona i Loira.

## Història
Rep el seu nom del petit poble de Morbier al Franc Comtat, que està situat en el departament de Jura a uns 15 quilòmetres de la frontera amb Suïssa. La seva producció està documentada des del segle xviii, en el departament del Jura. Es fabricava originàriament per pastors de les muntanyes a les seves pròpies granges, encara que després es va elaborar en fruitières (cooperatives de fabricació de formatge).
En un decret de 1942 ja es contempla que la fabricació del morbier és pròpia dels departaments de Jura i el Doubs. Es produeix a les prades altes del massís del Jura, la diversa flora natural del qual contribueix a la producció de llet i formatges de forta idiosincràsia i característiques particulars.
En origen, el morbier es feia amb el quall que quedava per al consum personal dels fabricants de comté. Aquest formatge s'ha elaborat tradicionalment amb dues capes, separades per cendra. Cada una de les capes provenia d'una munyida diferent: la capa inferior provenia de la munyida matutina i la superior de la vespertina. El procés va ser desenvolupat quan els grangers aïllats no podien fer-lo arribar al poble. No hi havia llet suficient per omplir tot el motlle, de manera que l'omplien fins a la meitat amb la llet del matí, l'empolvoraven amb cendra de fusta per evitar que es formés una crosta, i després li afegien la llet de la tarda. La cendra s'agafava del foc dels formatgers i es llançava sobre el quall per protegir-la dels insectes. Avui en dia no es fa distinció de munyides, i la cendra té un efecte merament estètic com a record de l'antiga pràctica.

## Elaboració
La llet utilitzada per a l'elaboració del formatge morbier procedeix únicament de vaques de les races montbéliarde o simmental française. El maneig del ramat s'efectua segons els usos locals. A l'explotació, la superfície herbàcia efectivament utilitzada ha de ser com a mínim d'una hectàrea per vaca lletera. La ració bàsica de l'alimentació de les vaques està formada per farratges procedents de les prades situades a la zona geogràfica, i és exempta, al llarg de tot l'any, de productes d'ensitjament i altres aliments fermentats, com els farratges conservats en bales lligades.
S'elabora exclusivament a partir de llet de vaca crua a la que està prohibit sostreure cap element, exceptuada la realització d'un desnatat parcial, o afegir cap ingredient, excepte quall, ferments làctics o sal (clorur de sodi). El quall s'afegeix després d'haver escalfat la llet a una temperatura de 40 °C com a màxim. El quall es talla a grans d'aproximadament 1 cm de costat i, després de treure el xerigot, es premsa lleugerament per obtenir les barres de formatge. Les barres es tallen en dos. Abans d'efectuar el premsatge, s'estén sobre una cara d'una de les dues meitats en què s'ha dividit el formatge una capa de carbó vegetal (carbo medicinalis vegetalis) amb la que s'obté la línia negra central horitzontal.
La maduració del formatge es prolonga com a mínim durant 45 dies a partir del dia de fabricació, i es realitza a una temperatura compresa entre 7 i 15 °C. La crosta es forma exclusivament fregant la superfície amb aigua salada a què poden afegir-se ferments làctics.
A l'etiqueta figura el nom de la denominació d'origen controlada en caràcters amb unes dimensions que han de ser com a mínim iguals a les dels caràcters més grans que apareguin a l'etiquetatge, la menció «Denominació d'origen controlada» i el logotip amb les sigles «INAO» i el nom de la denominació. El nom i direcció del fabricant han de figurar obligatòriament en l'etiquetatge del formatge.
La identificació del formatge s'efectua mitjançant una placa de caseïna de color groc que es fixa al costat de cada formatge i en la qual consten el dia i mes de fabricació. A les rodes de formatge, la identificació de la cambra de maduració figura en color clar a l'etiqueta (nom o raó social i direcció).

## Característiques
S'elabora amb llet crua de vaca, de pasta premsada no cuita. El percentatge de matèria grassa (grassa sobre extracte sec) és del 45% com a mínim i el percentatge d'humitat del formatge desgreixat és del 67% com a màxim. Té forma cilíndrica amb cares planes i cantell lleugerament convex. El seu pes varia entre 5 i 8 kg, el seu diàmetre entre 30 i 40 cm i la seva altura entre 5 i 8 cm. La crosta és natural, llisa i homogènia, de coloració que oscil·la entre gris clar i beix ataronjat. La pasta, premsada i no cuita, presenta color vori a groc pàl·lid i, eventualment, alguns ulls; és tova, mantegosa i elàstica, de textura fina. L'interior presenta dues capes de pasta, separades per una línia negra horitzontal. Aroma de fenc fresc, acre, com a llevat, olor que no agrada a tots. Té un lleuger sabor de nata. En origen, les dues capes de formatge tenen un gust lleugerament diferent, sent la de llet vespertina més afruitada que la del matí.
El seu període de degustació òptima és d'abril a octubre després d'una maduració de 9 a 10 setmanes, però també resulta excel·lent de març a desembre. Es pot prendre en entrepà, en taula de formatges, per esmorzar, o fos en raclette. Marida bé amb vins del Jura, Chardonnay Côtes de Jura, Crepy, Seyssel.
El Morbier dona nom a una varietat de tartiflette : la morbiflette.